# Tub de raze X

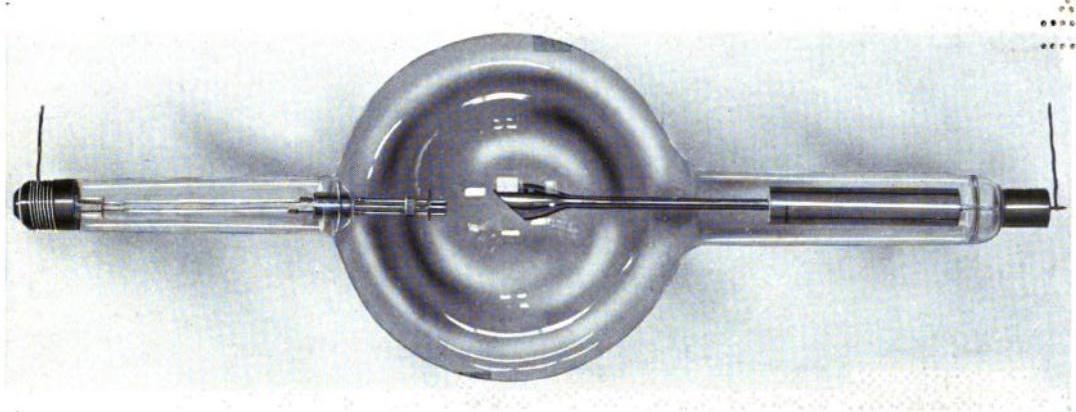
Tubul Coolidge de raze X. Catodul încălzit este în partea stângă iar anodul în partea dreaptă. Razele X sunt emise în jos.

Un tub cu raze X este un tub vidat care convertește puterea electrică de intrare în raze X. Tuburile cu raze X au evoluat din tuburi experimentale Crookes, cu ajutorul cărora razele X au fost descoperite pentru prima oară pe 8 noiembrie 1895 de către fizicianul german Wilhelm Conrad Röntgen. Disponibilitatea acestei surse controlate de raze X a creat domeniul radiografiei, imagistica obiectelor parțial opace cu radiații penetrante. Spre deosebire de alte surse de radiații ionizante, razele X sunt produse numai atâta timp cât tubul cu raze X este energizat. Tuburile cu raze X sunt de asemenea utilizate în scanerele CT, scanerele pentru bagajele aeroportuare, cristalografia cu raze X, analiza materialelor și a structurilor și pentru inspecția industrială.

## Tipuri

### Tub anodic rotativ

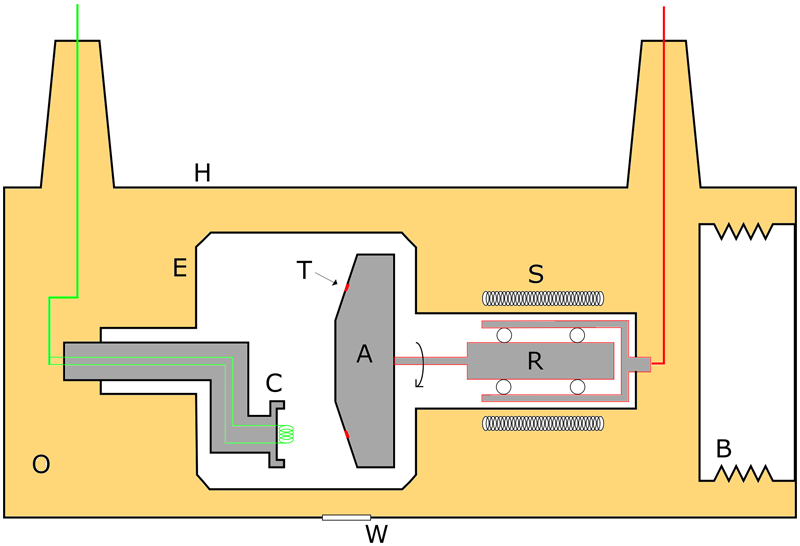
Tub anodic rotativ simplificat.

Anodul este susținut pe rulmenți vidați și poate fi rotit prin inducție electromagnetică dintr-o serie de înfășurări statorice în afara tubului evacuat. De obicei, curenții turbionari sunt induși într-un cilindru metalic rotativ, rotorul. Suprapunerea inducției magnetice externe și inducția de la curenții turbionari, care schimbă direcția în timp, creează un impuls mecanic mecanic în rotor. 
Deoarece întregul ansamblu de anozi trebuie să fie cuprins în tubul evacuat, îndepărtarea căldurii este o problemă gravă. Datorită generării ridicate de căldură este necesară o dilatare termică corespunzătoare a sticlei și a materialului anodic. Pentru aceasta, este adesea folosită sticla borosilicată înaltă borată, brevetata de Otto Schott. Răcirea directă prin conducție sau convecție, ca în tubul Coolidge, este dificilă. În majoritatea tuburilor, anodul este suspendat pe rulmenți cu lubrifiere cu pulbere de argint, ceea ce asigură o răcire aproape neglijabilă prin conducție.
O dezvoltare recentă a fost rulmenții dinamici lichizi cu lubrifiant lichid de galliu, care pot rezista la temperaturi foarte ridicate fără a afecta vidul tubului. Suprafața mare de contact a lagărului și lubrifiantul metalic asigură o metodă eficientă pentru conducerea căldurii din anod.
Anodul trebuie să fie construit din materiale cu temperatură ridicată. Temperatura focală poate ajunge la 2.500 ° C (4.530 ° F) în timpul expunerii, iar ansamblul anodului poate ajunge la 1.000 ° C (1830 ° F) în urma unei serii de expuneri mari. Materialele tipice sunt o țintă de wolfram-reniu pe un miez de molibden, susținută cu grafit. Reniul face ca wolfamul să fie mai ductil și rezistent la uzură de impactul fasciculelor electronice. Molibdenul conduce căldură din țintă. Grafitul asigură stocarea termică a anodului și minimizează masa rotativă a anodului.
Creșterea cererii pentru sisteme de scanare computerizată cu tomografie computerizată (CT) și angiografie a condus la dezvoltarea unor tuburi medicale cu raze X de înaltă performanță. Tuburile CT contemporane au o putere de până la 100 kW și o capacitate de căldură anodică de 6 MJ, păstrând totuși o suprafață focală efectivă mai mică de 1 mm2.

### Microfocus cu tub de raze X
Unele examinări cu raze X (cum ar fi, de exemplu, testarea nedistructivă și microtomografia 3-D) necesită imagini cu rezoluție foarte ridicată și, prin urmare, necesită tuburi cu raze X care pot genera dimensiuni focale foarte mici, de obicei sub diametrul de 50 μm. Aceste tuburi se numesc tuburi cu raze X de microfocus.
Există două tipuri de bază pentru tuburile cu raze X de microfocus: tuburi anodice solide și tuburi anodice cu jet de metal.

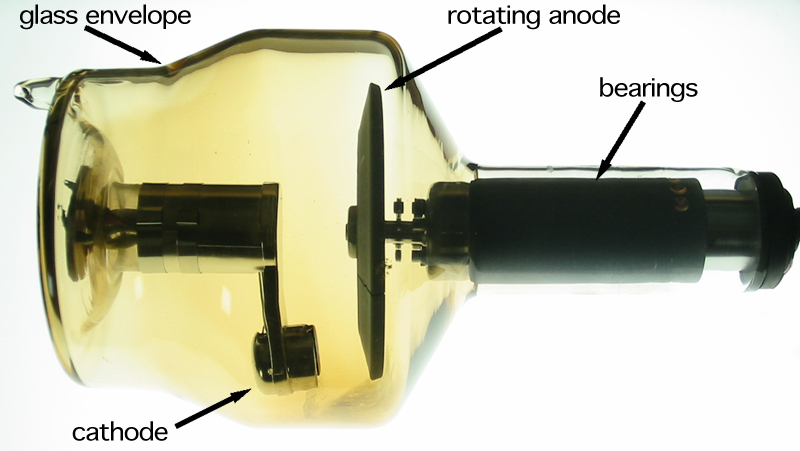
Tub rotativ cu anod rotativ

 Analizele cu raze X de microfocusuri cu anodă solidă  sunt, în principiu, foarte asemănătoare cu tubul Coolidge, dar cu distincția importantă a fost luată o atenție deosebită pentru a putea focaliza fasciculul de electroni într-un loc foarte mic pe anod. Multe surse de raze X de microfocus funcționează cu puncte de focalizare în intervalul 5-20 μm, dar în cazuri extreme pot fi produse spoturi mai mici de 1 μm.
Dezavantajul major al tuburilor cu raze X de microfocusuri cu anoduri solide este puterea foarte scăzută la care lucrează. Pentru a evita topirea anodului, densitatea de putere a fasciculului de electroni trebuie să fie sub valoarea maximă. Această valoare este undeva în intervalul 0,4-0,8 W / μm în funcție de materialul anodului. Aceasta înseamnă că o sursă microfocală solidă anodică cu focalizare de 10 μm cu fascicul de electroni poate funcționa la o putere cuprinsă între 4-8 W.
În  tuburile cu raze X de microfocus cu anod cu jet de metal lichid, anodul metalic solid este înlocuit cu un jet de metal lichid, care acționează ca țintă cu fascicul de electroni. Avantajul anodului cu jet de metal este că densitatea maximă a puterii fasciculului de electroni crește semnificativ. Valorile cuprinse în intervalul 3-6 W / μm au fost raportate pentru diferite materiale anodice (galiu și staniu). În cazul unui focalizat cu fascicul de electroni de 10 μm, o sursă de raze X de microfoc de anod metalic poate funcționa la 30-60 W.
Beneficiul major al nivelului de densitate crescută a puterii pentru tubul cu raze X cu jet de metal este posibilitatea de a opera cu un focal mai mic, de exemplu 5 μm, pentru a mări rezoluția imaginii și, în același timp, pentru a obține imaginea mai rapidă, este mai mare (15-30 W) decât pentru tuburile anodice solide cu puncte focale de 10 μm.

## Fizica

Spectrul de raze X emise de un tub de raze X cu o țintă de rodiu, care funcționează la 60 kV.

Ca și în cazul oricărui tub de vid, există un catod care emite electroni în vid și un anod pentru colectarea electronilor, stabilind astfel un curent electric, cunoscut sub numele de fascicul prin tub. O sursă de tensiune de înaltă tensiune, de exemplu 30 până la 150 kilovolți (kV), numită tensiunea tubului, este conectată între catod și anod pentru a accelera electronii. Spectrul de raze X depinde de materialul anodic și de tensiunea de accelerare.
În multe aplicații, curentul (de obicei în intervalul 1 mA până la 1 A) poate fi sub formă de impuls, cu o durată de 1 ms – 1 s. Acest lucru permite doze consecvente de raze X. Până la sfârșitul anilor 1980, generatoarele de raze X erau doar surse de alimentare variabile de înaltă tensiune, AC la DC. La sfârșitul anilor 1980 a apărut o altă metodă de control, numită comutare de mare viteză. Aceasta a urmat tehnologia electronică a comutării surselor de alimentare și a permis controlul mai precis al unității cu raze X, rezultate de calitate superioară și expuneri cu raze X reduse.
Electronii de la catod se ciocnesc cu materialul anodic, de obicei, wolfram, molibden sau cupru, și accelerează alți electroni, ioni și nuclei din materialul anodic. Aproximativ 1% din energia generată este emisă / radiată, de obicei perpendiculară pe calea fasciculului de electroni, ca raze X. Restul energiei este eliberat sub formă de căldură. În timp, wolframul va fi depus din țintă pe suprafața interioară a tubului, inclusiv pe suprafața sticlei. Acest lucru va încetini încet tubul și s-a crezut că va degrada calitatea fasciculului de raze X. Wlframul vaporizat se condensează în interiorul plicului peste "fereastră" și astfel acționează ca un filtru suplimentar și scade capacitatea tuburilor de a radia căldura. În cele din urmă, depozitul de wolfram poate deveni suficient de conductiv încât, la tensiuni destul de ridicate, apare arc. Arcul va sari de la catod la depozitul de wolfram, apoi la anod. Acest arcing provoacă un efect numit "nebun" pe paharul interior al ferestrei cu raze X. Odată cu trecerea timpului, tubul devine instabil chiar și la tensiuni mai mici și trebuie înlocuit. În acest moment, ansamblul tubular (numit și "capul tubului") este îndepărtat de la sistemul de raze X și înlocuit cu un nou ansamblu tub. Ansamblul tub vechi este livrat către o companie care îl reîncarcă cu un nou tub de raze X.
Efectul generării fotonilor cu raze X se numește, în general, efectul bremsstrahlung și strahlung pentru radiații. Gama de energii fotonice emise de sistem poate fi reglată prin schimbarea tensiunii aplicate și prin instalarea unor filtre de aluminiu cu grosimi diferite. Filtrele de aluminiu sunt instalate pe calea fasciculului de raze X pentru a îndepărta radiația "moale" (nepenetrabilă). Numărul de fotoni expuși cu raze X sau doze sunt ajustați prin controlul debitului curent și a timpului de expunere.
Curentul tubului și timpul de expunere afectează doza și, prin urmare, contrastul imaginii.

### Unitatea de încălzire
De la introducerea capcanelor de electroni împrăștiate, lagărelor anodice cu răcire directă din metal, a tuburilor cu cadru rotativ și a altor tehnologii moderne, termenul a devenit înșelător atunci când este folosit pentru compararea obiectivă a performanțelor tuburilor cu raze X anodice rotative. În consecință, standardul IEC 60613 a fost revizuit în 2010. Capacitatea de stocare a căldurii anodice și implicit "unitățile de încălzire" au fost abandonate și înlocuite cu termeni de relevanță practică, de ex. NOMINAL CT ANODE INPUT POWER. Din punct de vedere istoric, unitățile de căldură se refereau la cantitatea de căldură stocată într-un anod răcit numai prin radiații, în interiorul unui plic de sticlă care reflectă electronii. În radiografie, în special în radiologie, o unitate de căldură era o unitate uzuală derivată din Joule și măsurarea cantității de căldură dintr-un dispozitiv, în special energia termică pe care un tub de raze X trebuie să îl poată susține și disipa în timpul și după un examen.
Din punct de vedere istoric, această unitate provine din necesitatea de a exprima o cantitate de energie indiferent de forma de undă a sursei de energie electrică (directă sau pulsantă). Căldura produsă în aceste dispozitive este (în Joule):

Eheat = Veff Ieff t

În radiografie, tensiunea este de obicei exprimată în kVp (mii de volți de vârf), curentul efectiv în mA și timpul în s (secunde):

Eheat = w * kVp * mA * t , unde w este raportul de undă. 

 
Cu o rectificare completă a valului sinusoidal, 1 HU = 0.707 J sau 1.4 HU = 1 J.

## Istorie

### Tuburile Crookes

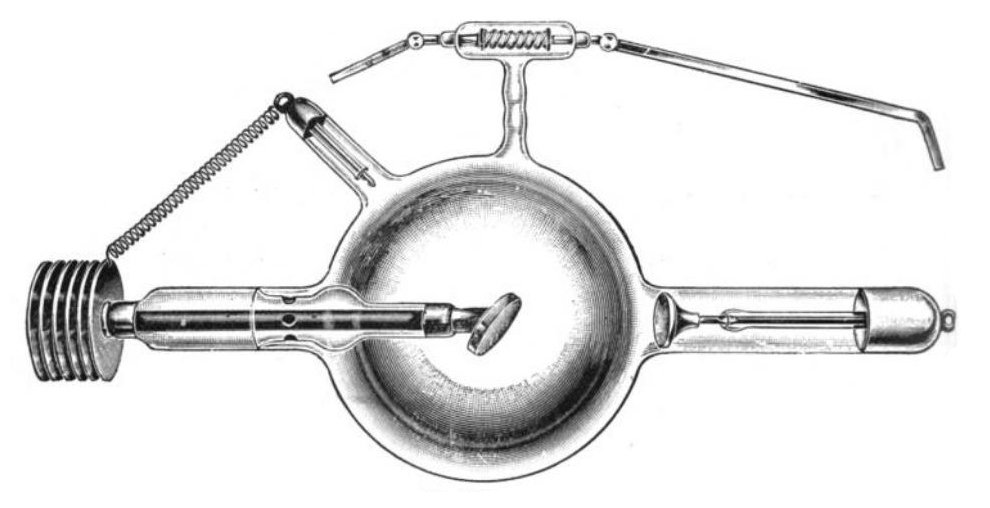
Tub de raze X Crookes, de la începutul anilor 1900. Catodul este pe partea dreaptă, anodul este în centru cu chiuveta atașată la stânga. Electrodul la poziția 10 este anticatonul. Dispozitivul de sus este un "balsam" folosit pentru reglarea presiunii gazului.

Din punct de vedere istoric, radiațiile X au fost descoperite radiind din tuburi experimentale de descărcare de gestiune numite tuburi Crookes, inventate de fizicianul britanic William Crookes și alții. Pe măsură ce utilizările medicale și cele ale altor raze X au devenit vizibile, atelierele au început să producă tuburi specializate Crookes pentru a produce raze X. Acestea au fost primele tuburi cu raze X. Aceste tuburi de raze X cu catod rece sau de tip Crookes au fost folosite până în anii 1920.
Tuburile Crookes au generat electronii necesari pentru a crea raze X prin ionizarea aerului rezidual în tub, în locul unui filament încălzit, astfel încât au fost evacuați parțial, dar nu complet. Acestea au constat dintr-un bulb de sticlă cu o presiune atmosferică de aer de 10-6 până la 5 × 10-8 (0,1 până la 0,005 Pa). O placă catodică de aluminiu la un capăt al tubului a creat un fascicul de electroni, care a lovit un anod de platină (economie, realizat din nichel sau cupru cu o față de platină subțire) țintit la centrul generând raze X. Suprafața anodică a fost înclinată astfel încât razele X să radieze prin partea tubului. Catodul a fost concav, astfel încât electronii s-au focalizat pe un mic loc (~ 1 mm) pe anod, aproximând o sursă punctuală de raze X, ceea ce a dus la imagini mai clare. Tubul avea un al treilea electrod, un anticatod conectat la anod. Îmbunătățește ieșirea cu raze X, dar metoda prin care a realizat acest lucru nu este înțeleasă. Un aranjament mai comun a folosit un anticatod de placă de cupru (similar construcției cu catodul) în linie cu anodul, astfel încât anodul se afla între catod și anticatod.
Pentru a funcționa, o tensiune DC de câteva kilovolți până la 100 kV a fost aplicată între anozi și catod, de obicei generată de o bobină de inducție, sau pentru tuburi mai mari, o mașină electrostatică. Acest lucru a creat și apoi a accelerat un număr mic de ioni din gazul de joasă presiune din tub. Aceștia au lovit în continuare atomii de gaz, bătându-i electronii, generând mai mulți ioni pozitivi într-o reacție în lanț. Toți ionii pozitivi au fost atrași de catod. Când l-au lovit, au scos electronii din metal, care au fost accelerați împreună cu electronii scoși de la atomii de gaze către ținta anodului. Când acești electroni de mare viteză au lovit atomii anodului, au creat raze X printr-unul din cele două procese, fie Bremsstrahlung, fie prin fluorescență cu raze X.
Tuburile Crookes au fost nesigure. Odată cu trecerea timpului, aerul rezidual ar fi absorbit de pereții tubului, reducând presiunea. Aceasta a mărit tensiunea pe tub, generând "raze X mai dure ", până când în cele din urmă tubul nu mai funcționa. Pentru a preveni acest lucru, s-au folosit dispozitivele de "dedurizare" (vezi imaginea). Un tub mic atașat de partea tubului principal conținea un manșon de mică sau un produs chimic care eliberează o cantitate mică de gaz atunci când este încălzit, restabilind presiunea corectă.
Plicul de sticlă al tubului se va înnegri în utilizare datorită faptului că razele X le afectează structura.

### Tuburile Coolidge

Tub de sticlă Coolidge.

Tubul Crookes a fost îmbunătățit de William Coolidge în 1913. Tubul Coolidge, denumit și tub de catod fierbinte, este cel mai utilizat. Funcționează cu un vid de calitate foarte bună (aproximativ 10-4 Pa, sau 10-6 Torr).
În tubul Coolidge, electronii sunt produși prin efect termionic de la un filament de wolfram încălzit de un curent electric. Filamentul este catodul tubului. Potențialul de înaltă tensiune se situează între catod și anod, astfel încât electronii sunt accelerați, apoi se apasă anodul.
Există două modele: tuburi de ferestre de sfârșit și tuburi de ferestre laterale. Tuburile de fereastră de sfârșit au, de obicei, "țintă de transmisie" suficient de subțire pentru a permite razelor X să treacă prin țintă (razele X sunt emise în aceeași direcție cu electronii care se mișcă.) Într-un tip comun de tub de fereastră, filamentul se află în jurul anodului ("inelar" sau în formă de inel), electronii au o traiectorie curbată (jumătate de toroid).
Ceea ce este special pentru tuburile laterale este faptul că o lentilă electrostatică este utilizată pentru a focaliza fasciculul pe un loc foarte mic pe anod. Anodul este special conceput pentru a disipa căldura și uzura care rezultă din acest baraj puternic concentrat al electronilor. Unii anozi sunt răsuciți mecanic pentru a mări suprafața încălzită de fascicul (de exemplu, anod rotativ anodic) sau răciți prin răcirea circulantă (indirect pe majoritatea anodelor rotative). Anodul este precis înclinat la o distanță de 1 până la 20 de grade perpendicular pe curentul de electroni, astfel încât să permită evadarea unora dintre fotonii cu raze X emise perpendicular pe direcția curentului de electroni. Anodul este de obicei realizat din wolfram sau molibden. Tubul are o fereastră concepută pentru evadarea fotonilor generați cu raze X.
Puterea unui tub Coolidge variază de obicei între 0,1 și 18 kW.

## Pericolele producerii de raze X din tuburi vidate

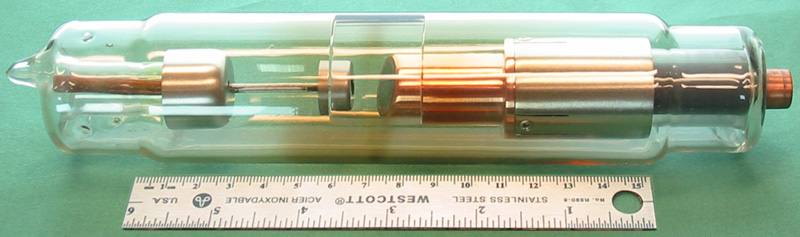
Tub de raze X cu anod fix

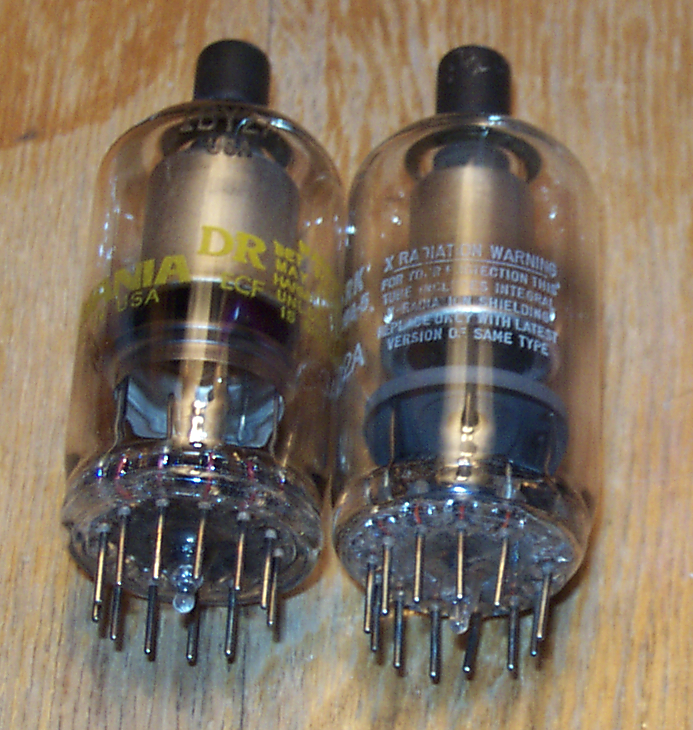
Tuburi de redresare de înaltă tensiune capabile să producă raze X.

Orice tub de vacuum care funcționează la mai multe mii volți poate produce raze X ca un produs secundar nedorit, ridicând probleme de siguranță. Cu cât este mai mare tensiunea, cu atât mai pronunțată este radiația rezultată și cu atât este mai mare pericolul. Afișajele CRT, o dată pe televizoarele color și afișajele pe calculator, funcționează la 3-40 kilovolți, ceea ce le face principala preocupare în rândul aparatelor de uz casnic. Din punct de vedere istoric, preocuparea s-a concentrat mai puțin pe tubul catodic, deoarece plicul său de sticlă gros este impregnat cu câteva kilograme de plumb pentru ecranare, decât în interiorul tuburilor de redresor de înaltă tensiune (HV) și de tensiune de reglare a tensiunii. La sfârșitul anilor 1960 s-a constatat că o defecțiune în circuitul de alimentare cu VH a unor televizoare General Electric ar putea lăsa tensiuni excesive pe tubul regulatorului, determinând emisia de raze X. Modelele au fost rechemate și scandalul care a urmat a fost cauzat agenția americană responsabilă cu reglementarea acestui pericol, Centrul pentru dispozitive și sănătatea radiologică a Administrației pentru Alimente și Medicamente (FDA), să solicite ca toate televizoarele să includă circuite pentru a preveni tensiuni excesive în caz de eșec. Pericolul asociat cu tensiunile excesive a fost eliminat odată cu apariția tuturor televizoarelor cu semiconductori, care nu au tuburi în afară de CRT. Din 1969, FDA a limitat emisia de radiații TV la 0,5 mR (milliroentgen) pe oră. Ecranele plate utilizate astăzi nu au tuburi vidate capabile să emită raze X .

## Vezi și
- Tomografia cu fascicul de electroni
- Angiografie coronariană
- Radiația sincrotronică
- Fluorescența cu raze X
- Generator de raze X

## Brevete
- Coolidge, U.S. Patent 1,211,092, "X-ray tube"
- Langmuir, U.S. Patent 1,251,388, "Method of and apparatus for controlling X-ray tubes
- Coolidge, U.S. Patent 1,917,099, "X-ray tube"
- Coolidge, U.S. Patent 1,946,312, "X-ray tube"